# كيني جاكيت
كيني جاكيت (بالإنجليزية: Kenny Jackett)‏ (و. 1962  م) هو لاعب كرة قدم، ومدرب كرة قدم، من المملكة المتحدة، ولد في واتفورد، مركز لعبه هو لاعب وسط.

## مسيرته الكروية
لعب كيني جاكيت خلال مسيرته الاحترافية مع نادِ واحدٍ في أحد عشر موسمًا وسجل خلالها 26 هدفًا ضمن 335 مباراة. ولم يفز بأي موسم بالكأس أو بالدوري.
خاض كيني جاكيت مسيرته مع نادي واتفورد في موسم 1979–80 ليلعب معه أحد عشر موسمًا، مشاركًا في 335 مباراة سجل خلالها 26 هدفًا.

## روابط خارجية
- كيني جاكيت على موقع قاعدة بيانات كرة القدم.إي يو (الإنجليزية)
- كيني جاكيت على موقع ناشيونال فوتبول تيمز (الإنجليزية)
- كيني جاكيت على موقع Soccerbase.com (مدرب) (الإنجليزية)
- كيني جاكيت على موقع عالم كرة القدم.نت (الإنجليزية)